# Axel Hägerström

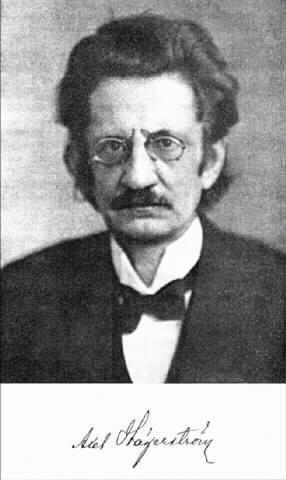
Axel Hägerström

Axel Anders Theodor Hägerström (* 6. September 1868 im Kirchspiel Vireda, Gemeinde Aneby; † 7. Juli 1939 in Uppsala) war ein schwedischer Philosoph, der vor allem durch seine rechtsphilosophischen Auffassungen bekannt geworden ist.

## Leben
Hägerström wurde in Vireda geboren. Zuerst studierte er Theologie an der Universität Uppsala, brach dieses Studium aber innerhalb eines Jahres zugunsten des Studiums der Philosophie ab. Es mangelte ihm an Geld; mit Hilfe der Erteilung von Unterricht konnte er nur gerade eben auskommen. Nachdem das Studium vollendet war, wurde er Dozent und darauf, bis zum Ruhestand 1933, Professor für praktische Philosophie an der Universität Uppsala.

## Auffassungen
Hägerström meint, moralische Wertungen seien weder wahr noch falsch; es handele sich bei solchen Urteilen nur um Emotionen. Diese Betrachtungsweise gleicht der von den Vertretern des Emotivismus dargestellten. Objektive Werte gibt es seines Erachtens nicht, ebenso wenig wie einen freien Willen. Der Rechtsphilosophie bezüglich sagt Hägerström, Rechtsvorstellungen seien großenteils metaphysisch und magisch, was für ihn heißt, sie seien absurd. Sein Einfluss auf das Denken von Alf Ross, Karl Olivecrona und Anders Vilhelm Lundstedt, und daher auf die Entwicklung des Rechtsrealismus, ist groß.
Der deutsche Soziologe Theodor Geiger folgt der "Uppsala-Schule" in ihrer Analyse des Entstehens von Werturteilen, kennzeichnet aber in Gegensatz zu Hägerström diese dann aufgrund ihres erkenntnisillegitimen Charakters als Ideologie.

## Einzelbelege
1. ↑  Michael Dietz: Schwedische Rechtsphilosophie in: Juristische Schulung 1980, S. 168
2. ↑  Die wichtigsten Schriften dieser Richtung sind: A. Hägerström, Är gällande rätt uttryck av vilja ? Gothenburg 1916. ders.: Till fragan om den objektiva rättens begrepp, Uppsala 1917- ders.: "Axel Hägerström", in: Die Philosophie der Gegenwart in Selbstdarstellungen, Bd. 7, Leipzig 1929, S. 111–159. A. V. Lundstedt, Die Unwissenschaftlichkeit der Rechtswissenschaft, 2 Bde., Uppsala 1932 u. 1936. C. Olivecrona, Law as fact, Kopenhagen u. London 1939. - ders.: Lagens imperativ, Lund 1942. I. Hedenius, Om rätt och moral, Stockholm 1941. - A. Ross, Virkelighed og Gyldighed i Retslaeren, Kopenhagen 1934. - O. Solnördal, Individ, stat og rett, in: Tidsskrift for Rettsvitenskap, Oslo 1942. - Th. Geiger, Debat med Uppsala om Moral og Ret, Lund 1946. Angaben gemäß: Theodor Geiger: Vorstudien zu einer Soziologie des Rechts. Luchterhand Neuwied am Rhein 1964, S. 45, Fußnote. (zuerst: Kopenhagen 1947).
3. ↑  Theodor Geiger: Ideologie und Wahrheit. Eine soziologische Kritik des Denkens. Luchterhand : Neuwied und Berlin 2. Aufl. 1968. S. 55f